# اچ‌ام‌اس نانساچ (۱۷۴۱)
اچ‌ام‌اس نانساچ (۱۷۴۱) (به انگلیسی: HMS Nonsuch (1741)) یک کشتی بود که طول آن ۱۳۴ فوت (۴۰٫۸ متر) بود. این کشتی در سال ۱۷۴۱ ساخته شد.